# Marczell György (festő)

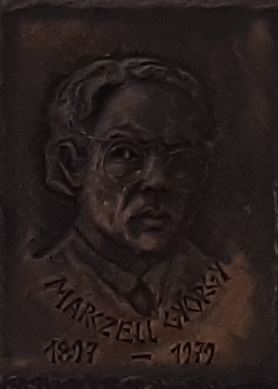
Marcell György

Marczell György (Budapest, 1897. augusztus 11. – Budapest, 1979. október 17.) magyar festő, grafikus.

## Életútja
Tanulmányait a budapesti Képzőművészeti Főiskolán végezte, mesterei Tardos Krenner Viktor, Révész Imre, Vaszary János, Rudnay Gyula és Csók István voltak. Csók István tanársegéde volt egy darabig, 1922-től 1940-ig a dombóvári gimnázium tanára volt. 1934-ben és 1937-ben olaszországi tanulmányutat tett. Műveit a Dunántúlon és Budapesten is kiállította. 

## Kiállításai
- Marczell György festőművész és Fetter Károly szobrászművész közös kiállítása, Dombóvár - 1929[1]
- Közös tárlat Rafael Győzővel az Ernst Múzeumban - 1964
- Önálló kiállítást rendezett - 1965[2]
- a Műcsarnok rendezésében Dombóváron volt képzőművészeti kiállítása, ahol együtt állítottak ki Marczell György és tanítványai: Sarkantyu Simon, Kaponya Judit, Majoros János, Ujváry Lajos, Vati József - 1965

## Dombóvári felfedezettjei
- Kaponya Judit festőművész
- Majoros János keramikus
- Radó Károly szobrász, festőművész
- Sarkantyu Simon festőművész
- Ujváry Lajos festőművész
- Vati József festőművész

## Emlékezete
- Kerámia portré a Dombóvári Pantheonban - Ivanich üzletház árkádjának falán Dombóváron - 2012[3]